# Euphaedra (Gausapia) plantroui
La Euphaedra (Gausapia) plantroui es una especie de Lepidoptera de la familia Nymphalidae, subfamilia Limenitidinae, tribu Adoliadini, pertenece al género Euphaedra, subgénero (Gausapia).

## Localización
Esta especie de Lepidoptera se distribuye por Costa de Marfil (África).